# The Most Beautiful Day
The Most Beautiful Day – debiutancki album polskiego zespołu rockowego Exodus, wydany w 1980 roku nakładem wytwórni Polskie Nagrania „Muza”.
W „Magazynie Perkusista” (7–8/2018) album znalazł się na 87. miejscu w rankingu „100 polskich płyt najważniejszych dla perkusistów”.

## Lista utworów
Wydanie winylowe (1980):
Strona A
1. „Ci wybrani / Stary Noe” – 9:00
2. „Złoty promień słońca” – 5:15
3. „Widok z góry najwyższej” – 5:45

Strona B
1. „Ten najpiękniejszy dzień” – 19:20
  1. Leśne wspomnienie
  2. Czas już iść
  3. Wyścig z czasem
  4. Najpiękniejszy dzień

Wydanie Metal Mind Productions (2006):
1. „Ci wybrani” – 4:40
2. „Stary Noe” – 4:22
3. „Złoty promień słońca” – 5:15
4. „Widok z góry najwyższej” – 5:40
5. „Ten najpiękniejszy dzień” – 19:11
6. „Spacer z psem” – 5:22
7. „Noe” – 6:57
8. „Pan Verne jednak rację miał” – 3:54
9. „Wagabunda” – 8:07

- Utwory 6–9 zostały nagrane w lutym 1980 roku.
- Suita „Ten najpiękniejszy dzień” składa się z następujących części: Leśne wspomnienie, Czas już iść, Wyścig z czasem i Najpiękniejszy dzień.
- „Noe” to instrumentalna wersja utworu „Stary Noe”.

## Skład zespołu
- Paweł Birula – śpiew, gitara dwunastostrunowa
- Andrzej Puczyński – gitara, gitara dwunastostrunowa, gitara basowa, syntezator, śpiew dodatkowy
- Władysław Komendarek – instrumenty klawiszowe, śpiew dodatkowy
- Wojciech Puczyński – gitara basowa, gitara
- Zbigniew Fyk – perkusja, śpiew dodatkowy

## Gościnnie
- Andrzej Kropiewnicki – specjalne efekty, śpiew dodatkowy

## Opracowanie
- Dorota Bilska – foto
- Stefan Szczypka – projekt graficzny

## Wydania
- pierwsze wydanie: LP „Polskie Nagrania” SX 1934  (1980)
- drugie wydanie: CD „Universal Music Polska” 016 060 (2001)
- trzecie wydanie: CD „Metal Mind Production” MM CD 0406 (2006) – w ramach boxu The Most Beautiful Dream- Anthology 1977-1985
- czwarte wydanie: CD „Metal Mind Production” MM CD 0406 (2006) – jako osobny digipack
- piąte wydanie: CD „Warner Music Poland” (2018)